# James Storm
 (juillet 2021).
Pour les articles homonymes, voir James Cox, Cox et Storm.
James Allan Cox (né le 1er juin 1977 à Franklin), plus simplement connu en tant que James Storm, est un catcheur (lutteur professionnel) américain.
Après quelques combats à la World Championship Wrestling en 2000, il rejoint la TNA dès sa création en juin 2002. Il s'y fait connaitre en faisant équipe avec Chris Harris avec qui il forme America's Most Wanted et deviennent septuple champion du monde par équipe de la National Wrestling Alliance. Il forme ensuite l'équipe Beer Money, Inc. avec Bobby Roode avec qui il remporte à cinq reprises le championnat du monde par équipe de la TNA.
Il a remporté un total de 16 titres à la TNA.

## Jeunesse
Cox s'intéresse au catch en regardant les émissions de l'United States Wrestling Association. Au lycée, il fait partie de l'équipe de lutte et y remporte un championnat dans la catégorie des moins de 152 lb (69 kg) et fait aussi partie de l'équipe de basket. Il obtient une bourse universitaire pour étudier à l'université d'État d'Austin Peay où il fait partie de l'équipe de basket mais il est victime d'une fracture au niveau de son épaule,.

## Carrière de catcheur

### Entraînement et passage à la World Championship Wrestling (1997-2001)
Alors qu'il se remet de sa fracture à l'épaule, il entend parler de l'école de catch de l'United States Wrestling Association à la télévision. Il décide d'y entrer une fois guérit.
En 2000, la World Championship Wrestling l'utilise comme jobber au cours des enregistrements de WCW Worldwide.

### USA Championship Wrestling (2001-2005)
il fait ses débuts à la USA Championship Wrestling le 2 juin 2001 en battant Tommy Rich.

#### USA North American Heavyweight Champion (2002-2003)
Le 2 février 2002, il fait face à Rick Michaels dans un Tables, Ladders & Chairs Match, qui finira en No Contest. Le 9 février, il affronte une nouvelle fois Rick Michaels dans un Strap Match, qui finira encore en No Contest. Le 15 février, il bat Flash Flanagan. Le jour suivant, il bat Terry Taylor. Le 9 mars, il perd contre Larry Zbyszko et ne remporte pas le titre USA North American Heavyweight. Le même jour, il bat Anthony Ingram. Le 1er juin, il bat Chris Harris et devient le nouveau champion piods lourd de la fédération. Le 7 décembre, il affronte Ron Harris dans un match qui finira en No Contest. Il affronte et bat Chase Stevens le même jour. 

### Total Nonstop Action Wrestling (2002-2015)

#### America's Most Wanted (2002-2008)

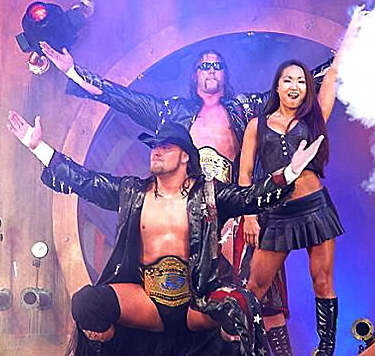
America's Most Wanted

Il commence à travailler pour la Total Nonstop Action Wrestling dès la première émission le 19 juin 2002 où avec Psicosis il bat Richard et Rod Johnson. Il fait équipe avec Chris Harris avec qui il forme America's Most Wanted et élimine Richard et Rod Johnson en demi-finale du tournoi pour désigner les nouveaux champions du monde par équipe de la National Wrestling Alliance (NWA). Cependant une blessure les empêche de participer à la finale qui voit le sacre de leur remplaçants (A.J. Styles et Jerry Lynn) face à Bruce (en) et Lenny (en).

#### Formation de Beer Money et TNA World Tag Team Championship (2008-2010)

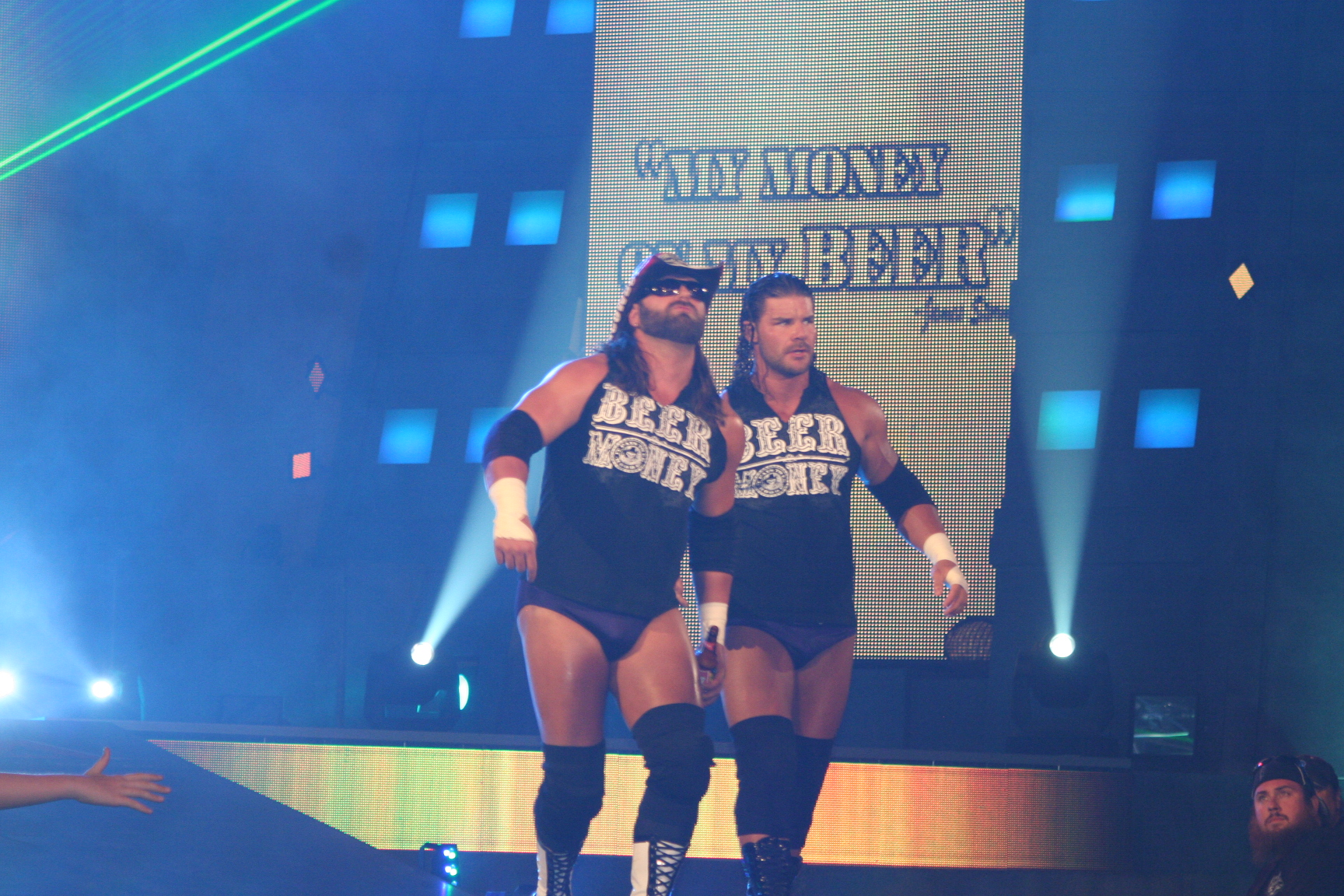
Les Beer Money

En mai 2008, Robert Roode et James Storm commence souvent à faire équipe mais ne sont toujours pas une vraie équipe, car Robert Roode commence à être dans les main events tandis que James Storm est up-carder mais entame plusieurs feuds qui ne le mènent à aucun titre de la TNA. Mais lors de Hard Justice 2008, ils battent The Latin American Xchange (Hernandez et Homicide) et remportent les TNA World Tag Team Championship. À Victory Road, ils battent LAX pour conserver leur TNA World Tag Team Championship. Ils conservent leur titres à Bound For Glory face à LAX, Team 3D et l'équipe d'Abyss et Matt Morgan. À Turning Point, ils conservent leurs ceintures face aux Motor City Machine Guns.
Mais en décembre 2008, ils perdent leurs titres face à l'équipe Lethal Consequence mais réussissent à les récupérer un mois plus tard à Genesis 2009. Ils mettent en jeu leurs titres à LockDown face à la Team 3D qui, elle, met en jeu ses IWGP World Tag Team Championship. Ils perdent leur titres à Lockdown 2009 dans un Street Fight Match assez violent et spectaculaire. Par la suite, ils gagnent le Team 3D Invitationnal Tag Team Tournament qui leur donne un match pour les titres par équipes à Slammiversary. Ils regagnent les titres par équipes lors de Slammiversary 2009 en battant la Team 3D. Lors de Victory Road 2009, ils perdent les titres face à The Main Event Mafia (Booker T et Scott Steiner). Ils effectuent un tweener turn lorsqu'ils affrontent sans succès la British Invasion pour le IWGP World Tag Team Championship à Hard Justice 2009 à la suite d'une intervention d'Eric Young. Puis, à Bound For Glory 2009, ils participent à un 4 Way Tag Team Full Mayhem Match pour les titres TNA Tag Team et les titres IWGP Tag Team mais perdent. À Turning Point, ils perdent dans un 3 Way Tag Team Match pour le titres TNA Tag Team mais perdent le match.
À Genesis 2010, ils gagnent face à The Band. Ils affrontent Matt Morgan et Hernandez pour le titre TNA Tag Team à Against All Odds 2010 mais sans succès. Ils participent ensemble aux Lethal Lockdown à Lockdown 2010 en compagnie de Sting et de Desmond Wolfe mais sans succès.

#### Formation de Fortune (2010-2011)

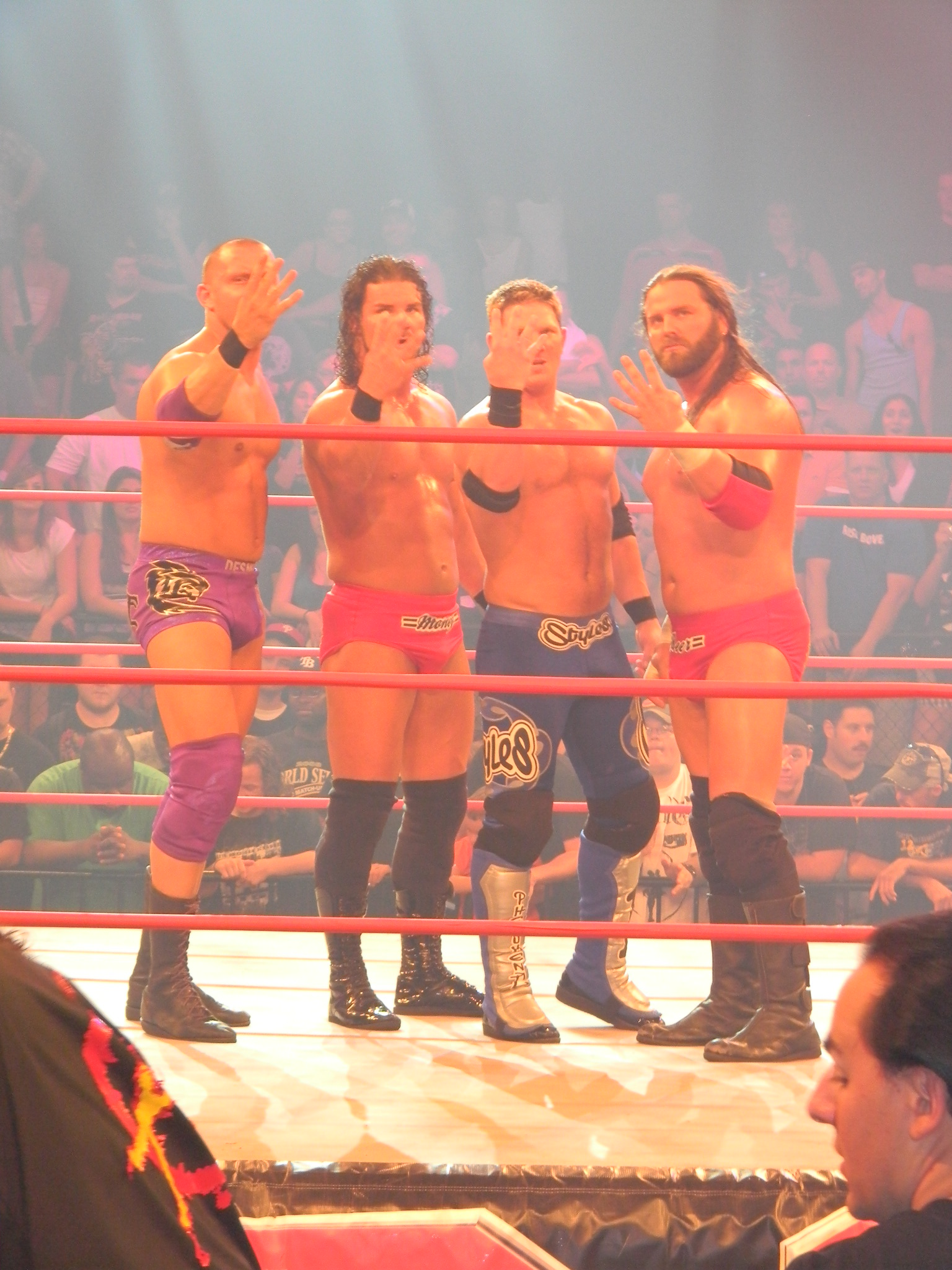
Une partie des membres du clan "Fortune"

Ils forment avec A.J. Styles, Kazarian et Ric Flair, un clan du nom de Fortune. À Slammiversary VIII, ils perdent face à Jeff Hardy et Ken Anderson. À l'occasion de TNA Victory Road, Beer Money échoue à sa tentative de remporter les titres par équipe (alors vacant), gagnés par The Motor City Machine Guns. Les deux équipes entament une rivalité qui va durer plusieurs semaines. Au cours de celle-ci, les deux équipes s'affronteront dans une série de 5 matchs pour déterminer qui mérite vraiment la ceinture. Beer Money remporte les deux premiers matchs mais perdra les trois autres. Les deux premiers matchs ont été remportés après que James Storm eut fracassé une bouteille en verre sur la tête de ses adversaires. Cette courte rivalité est déjà considérée comme légendaire pour l'histoire du catch par équipe. À Bound For Glory 2010, ils perdent un Lethal LockDown Match avec Fortune face à EV2.0. À Turning Point, ils gagnent un 5 Way Tag Team Match face à EV2.0. Lors de l'Impact du 11 novembre 2010, ils perdent avec Douglas Williams contre Matt Morgan. Lors de Final Resolution 2010, ils battent Ink Inc. et deviennent challenger no 1 au titre par équipe.
Lors du PPV Genesis 2011, ils battent The Motor City Machine Guns pour devenir les champions par équipe de la TNA. À Impact ils gagne un match contre Ken Anderson et Rob Van Dam. Ils battent aussi The Motor City Machine Guns pour leur revanche le 13 janvier lors d'Impact! Les Beer Money effectuent un Face Turn avec Fortune en révélant que c'était eux les "They" dont Crimson avait parlé, Fortune disant qu'ils ne laisseront pas les Immortal détruire la TNA. Lors de Against All Odds (2011), Beer Money et Scott Steiner battent Rob Terry, Gunner et Murphy. Lors de l'Impact du 3 mars, ils battent Gunner et Murphy et conservent leurs titres. Lors de Victory Road, ils battent Ink Inc. pour conserver leurs titres.
Lors de Lockdown 2011, eux et les autres membres de Fortune remportent le Lethal Lockdown match contre Immortal (à noter qu'A.J. Styles a effectué son retour lors de ce match après s'être fait passer à travers une table par Bully Ray un mois plus tôt), ce qui a aidé Fortune à gagner en étant à 5 vs 4. Lors de l'Impact du 21 avril, ils battent Rob Terry et Murphy dans un Cage Match et conservent leurs titres. Lors de Sacrifice, ils battent Matt Hardy et Chris Harris et conservent leurs titres.

#### TNA World Heavyweight Champion et rivalité des Beer Money (2011-2012)

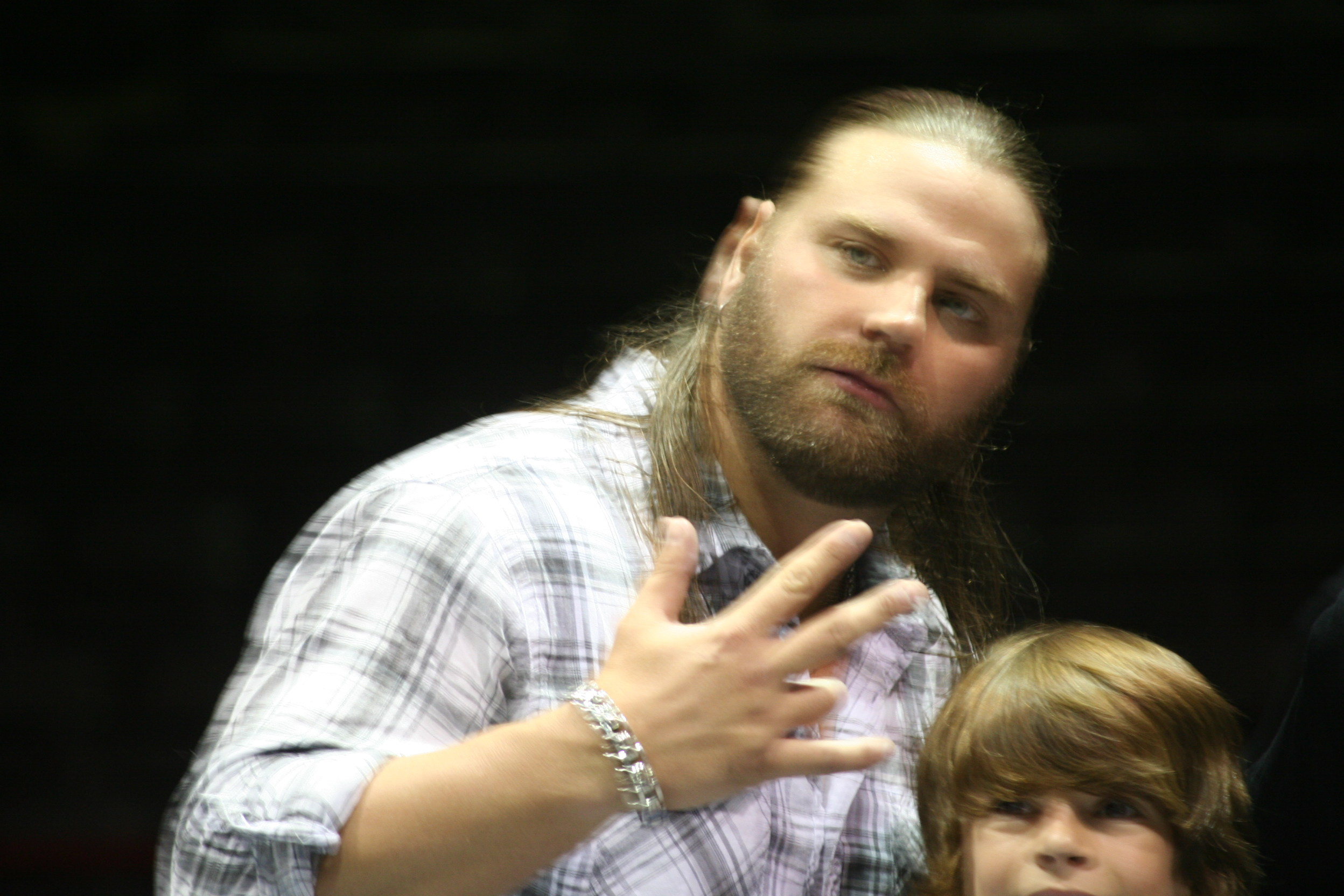
James Storm en juillet 2011

Lors de Impact Wrestling du 2 juin, Alex Shelley propose une aide à Slammiversary IX contre l'invasion britannique pour aider Beer Money, Inc. à rester World Tag Team Championship tandis que Bobby Roode est blessé. Lors de Slammiversary IX, lui et Alex Shelley battent The British Invasion et conservent leurs titres. Il est qualifié pour les Bound for Glory Series le 16 juin, lors de Impact Wrestling et le 23 juin il perd son premier match pour les Bound for Glory Series, avec Bobby Roode contre Crimson et Matt Morgan. Lors d'Hardcore Justice (2011), il bat avec Robert Roode, la Mexican America (Homicide et Hernandez) et ils conservent leurs ceintures de champions du monde par équipe de la TNA, mais perdent les titres lors de l'iMPACT! du 18 août à la suite d'une intervention de Jeff Jarett, de Sarita et Rosita. Le 25 août il perd un match avec Fortune (AJ Styles et Beer Money, Inc.) face à Immortal (Gunner, Bully Ray et Scott Steiner) pour les Bound for Glory Series. Lors de No Surrender, il perd contre Bully Ray. Lors de l'Impact Wrestling du 20 octobre, il bat Kurt Angle et remporte le TNA World Heavyweight Championship pour la première fois de sa carrière,. La semaine suivante, il perd le titre face à son partenaire Bobby Roode qui lui a explosé une bouteille de bière sur la tête et effectue par la même occasion un Heel Turn signifiant la fin de Beer Money. Lors de l'Impact du 10 novembre, Sting lui offre un rematch, mais est retrouvé grièvement blessé dans les vestiaires. Il participe quand même au combat contre Bobby Roode malgré son visage couvert de sang et perd donc contre Bobby Roode et ne remporte pas le TNA World Heavyweight Championship. Lors de Final Resolution, il gagne contre Kurt Angle. Lors de Genesis, il perd contre Kurt Angle. À l'Impact Wrestling! du 12 janvier, il bat Kurt Angle dans un no 1 Contender Match au TNA World Heavyweight Championship de Bobby Roode. Lors de Against All Odds (2012) il ne remporte pas le TNA World Heavyweight Championship. Lors de Victory Road, il bat Bully Ray en peu de temps grâce à son SuperKick et devient challenger no 1 au TNA Championship. Lors de l'Impact du 22 mars, il bat Kazarian et Daniels dans un Handicap Match. Lors de Lockdown 2012, il perd contre Bobby Roode dans un Steel Cage Match et ne remporte pas le TNA World Heavyweight Championship. L'Impact suivant, il parle de sa défaite et de son ancienne amitié avec Bobby Roode puis part. Il n'a plus fait d'apparition à Impact Wrestling pendant 2 mois. Lors de Slammiversary, il fait son retour et bat Crimson qui était jusqu’à ce soir la, invaincu.

#### Bound for Glory et rivalité avec Bobby Roode (2012-2013)
À l'Impact Wrestling du 14 juin, il est annoncé qu'il est l'un des participants des Bound for Glory Series (2012) et participe à son premier match, qui est une bataille royale où tous les membres des BFG Series s'affrontent. Il remporte cette bataille royale et empoche 20 points pour ce classer en tête des BFG Series. La semaine suivante, lors de l'Impact Wrestling du 21 juin, il bat Samoa Joe et gagne 7 Points. À Impact Wrestling du 7 juillet, il perd face à Jeff Hardy dans un BFG Series Match. Lors de Bound For Glory, il bat Bobby Roode dans un Street Fight Special Guest Referee Match avec King Mo comme arbitre spécial. Lors de Turning Point, il bat AJ Styles et Bobby Roode avec un Backstabber sur Roode suivi du Last Call sur AJ pour la victoire. Lors de l'Impact suivant, il est provoqué par Roode pour que ce dernier prenne sa place de challenger en jeu au titre d'Hardy. Storm refuse mais acceptera finalement lorsque Roode pousse Storm dans ses derniers retranchements en disant qu'il se fera la fille de Storm à ses 18 ans. Storm, fou de rage, accepte le match avec sa place de challenger à la clé. Lors du Main Event, il perd face à Bobby Roode et donc sa place de challenger au TNA World Heavyweight Championship de Jeff Hardy lors de Final Resolution 2012. Lors de Genesis 2013, il perd contre Christopher Daniels et ne devient pas challenger no 1 au TNA World Heavyweight Championship.

#### Alliance avec Gunner et TNA World Tag Team Champion (2013-2014)
Lors d'Impact Wrestling du 23 mai 2013, pendant le segment avec Shark Boy et Robbie E et Gunner arrive dans le ring de nulle part et effectue deux Clotheline à ses derniers et se choisit pour être le partenaire de James Storm à son Tag Team Title match à Slammiversary XI. Lors de Slammiversary XI, lui et Gunner battent Austin Aries et Bobby Roode et Chavo Guerrero & Hernandez et Bad Influence dans un Fatal-Four Way Tag team match pour remporter les TNA World Tag Team Championship. Lors de Impact Wrestling du 5 septembre, ils perdent contre Aces & Eights (Wes Brisco et Garett Bischoff). Lors de Bound for Glory, ils perdent leur titres contre The BroMans (Jessie Godderz et Robbie E). Lors de Impact Wrestling du 31 octobre, il perd avec Gunner contre The BroMans (Jessie Godderz et Robbie E) et ils ne remportent pas les titres.Lors de Turning Point, il perd contre Bobby Roode et ne se qualifie pas pour la demi-finale du tournoi pour le TNA World Heavyweight Championship.Lors de Impact Wrestling du 28 novembre, il perd avec Gunner, Kurt Angle et Magnus contre Chris Sabin et The E.G.O. Lors de Impact Wrestling du 5 décembre, il perd avec Gunner contre The BroMans par Disqualification. Lors de Impact Wrestling du 12 décembre, il participe au Feast or Fired match, où il allé décrocher la mallette mais son partenaire Gunner le pousse.Lors de Impact Wrestling du 26 décembre, il affronte Gunner match qui se termine par No Contest. Lors de Impact Wrestling du 2 janvier, il gagne avec Bobby Roode contre Gunner et Kurt Angle. Lors de Genesis partie 2, il perd contre Gunner.Lors de Impact Wrestling du 30 janvier, il fait la paix avec Gunner puis ils battent Bad Influence.

#### The Revolution et départ (2014-2015)
Il fait un Heel Turn, le 20 février en trahisant Gunner, lors de son match de championnat contre Magnus. Lors de Lockdown 2014, il perd contre Gunner. Lors de Impact Wrestling du 27 mars, il perd contre Gunner dans un Unlocked Match. Lors de Impact Wrestling, il participe à un 10 Man Over the Top Rope Gauntlet Match remporté par Eric Young. Lors de Impact Wrestling du 24 avril, il gagne avec Bobby Roode contre Bully Ray et Gunner. Lors de Sacrifice 2014, il perd contre Gunner dans un I Quit Match. Lors de Impact Wrestling du 1er mai, il perd contre Willow par Disqualification. Lors de Impact Wrestling du 15 mai, il gagne contre Mr. Anderson. Lors de Slammiversary 2014, il perd contre Mr. Anderson. Lors de Impact Wrestling du 19 juin, il gagne contre Mr. Anderson. La semaine suivante, il affronte et délabre verbalement Sanada. À la suite de la perte du titre de la X-division de Sanada contre Austin Aries, Storm confronte Sanada en coulisses et le réprimande plusieurs semaines d'affilée. Le 24 juillet 2014, il confronte The Great Muta, le qualifiant de fraude, et se proclamer comme "The Legend" (qui, dans les semaines suivantes remplace son surnom de longue date de "The Cowboy"). Après avoir craché de la bière dans le visage de Muta, Sanada envoie Storm hors du ring, avant d'attaquer Muta lui-même avec une chaise en acier et en saluant Storm, révélant une alliance inconnue entre eux. La semaine suivante, il se proclame nouveau mentor de Sanada. Dans les semaines suivantes, la TNA diffuse des vignettes de Storm ayant comme culte une emprise sur Sanada, le ligotant, le brisant physiquement et mentalement, et proclamant que «La révolution est à venir. Le 27 août impact Wrestling, Sanada accompagnée par Storm change de nom de ring pour "The Great Sanada" avec un look inspiré par The Great Muta, avant de vaincre Austin Aries avec l'aide de Storm. Le 3 septembre, Storm et Sanada enlevé l'ancien champion de la X-division Manik après la défaite de ce dernier dans un 6 man #1 Contendership match pour le X-Division Championship. Lors de l'impact suivant, Storm a été montré en train d'initier Manik, un peu comme il l'a fait avec Sanada dans sa nouvelle faction. Le 17 septembre, 2014 lors d'impact Wrestling, Storm et The Great Sanada attaquent le Champion de la X Division Samoa Joe, et ont été rejoints par Manik, avec'un tout nouveau look, rejoignant ainsi le groupe de Storm. Lors de Bound For Glory, lui et The Great Sanada perdent contre Tajiri et The Great Muta. 
Le 12 novembre, il utilise sa mallette pour un match pour les titres par équipe (que Gunner lui avait donné), Abyss arrive pendant le match et il le présente comme le nouveau membre de The Revolution, et ensemble ils battent The Wolves (Davey Richards et Eddie Edwards) et remportent les TNA World Tag Team Championship. 
Lors de Slammiversary XIII (2015), il bat Magnus. Il quitte la TNA en même temps que Magnus pour une autre fédération.

### World Wrestling Entertainment (2015-2016)

#### NXT et départ (2015-2016)
Le 8 octobre 2015, le Wrestling Observer Newsletter rapporte que la World Wrestling Entertainment (WWE) négocie un contrat avec Storm. Ce même jour, il participe à l'enregistrement de NXT du 21 octobre où il bat Danny Burch en moins de deux minutes,. Il y fait un second combat diffusé le 2 décembre qu'il remporte face à Adam Rose. 
Finalement, il décide début janvier 2016 de ne pas signer de contrat avec la WWE car il juge le salaire proposé pas assez élevé.

### Retour à la Total Nonstop Action Wrestling (2016-2017)

#### Retour et reformation de Beer Money Inc (2016)
Lors de l'Impact Wrestling du 5 janvier, il fait son retour en tant que face et sauve Bobby Roode de Eric Young et Bram. Puis il trinquera avec Roode, ce qui entraine le retour de Beer Money Inc.. Lors du Feast of Fired du 26 janvier 2016, James Storm s'empare de la mallette contenant le contrat pour les TNA World Tag Team Championship. Lors de l'Impact Wrestling du 8 février, lui et Bobby Roode battent The Wolves et remportent pour la 5e fois les TNA World Tag Team Championship. Lors de Impact Wrestling du 26 avril, ils perdent les titres contre The Decay (Abyss et Crazzy Steve). Lors de Impact Wrestling du 10 mai, lui et Jeff Hardy perdent contre The Decay et ne remportent pas les TNA World Tag Team Championship. Lors de Slammiversary (2016), il bat Braxton Sutter. Lors de l'Impact Wrestling du 4 août, il bat Eli Drake et remporte le TNA King Of The Mountain Championship. Lors de l'Impact Wrestling du 11 août, il perd son titre contre Lashley et ne remporte pas le TNA World Heavyweight Championship et le TNA X Division Championship. Lors de l'Impact Wrestling suivant, il réclame un autre match pour les titres avant de menacer Billy Corgan. En conséquence, ce dernier le suspend pour une durée indéterminée.

#### Retour, Heel-Turn et Death Crew Council (2016-2017)
Pendant des semaines à la TNA, plusieurs vignettes sont diffusés montrant trois hommes en costumes et portant des masques blancs, promettant d'amener le chaos à la TNA. Ce clan se fait appeler DCC (Death Crew Council). Lors de l'Impact Wrestling du 20 octobre 2016, ces trois hommes attaquent Basile Baraka et Baron Dax avant de provoquer The Broken Hardys. Puis ils attaqueront Grado et Robbie E la semaine suivante. Lors de l'Impact Wrestling du 3 novembre, leur match contre The Broken Hardys pour les TNA World Tag Team Championship se termine en No Contest car la bagarre se terminera en coulisses. Lors de l'Impact Wrestling du 10 novembre, ils attaquent le TNA World Heavyweight Champion Eddie Edwards. Puis ils se demasqueront et on découvre que James Storm est le leader de ce clan, en compagnie de Bram et de Eddie Kingston,effectuant un nouveau Heel-Turn.

#### Face Turn, Rivalité avec Ethan Carter III et départ (2017)
Lors de l'enregistrement de Impact du 9 novembre 2017, il perd un Career vs Career match contre Dan Lambert et se voit contraint de quitter Impact.

### Aro Lucha (2017-2018)
Le 10 décembre 2017 lors de Aro Lucha Nashviille Show, il bat Trey Miquel. 
Le 19 janvier lors de Aro Lucha Amarillo Show, il perd avec Carlito contre Super Crazy & Juventud Guerrera. Le 20 janvier 2018 lors de Aro Lucha  Lubbock Show, il perd  un triple threat match impliquant Carlito et Low Ki au profit de ce dernier.

### Circuit indépendant (2017-...)
Le 27 décembre 2017 lors de GFW/TNT Music City Bowl Players Party, il gagne avec Crimson & Jax Dane contre Elliot Russell, Paredyse & Sigmon.
Le 28 mars 2018 lors de Dojo Pro Tv, il perd contre Joey Janela et ne remporte pas la ceinture Dojo Pro.
Le 21 septembre 2018,James a été invité à participer à un show de la BTW où il a affronté Big C (Big Cazz).

### Insane Championship Wrestling (2018-2019)
Storm effectua ses débuts à la ICW en tant que Face le 11 février 2018 au cours du 7th Annual Square Go au cours d'un match déterminant le premier aspirant à l'ICW World Heavyweight Championship que Strom remporta contre Jack Jester. Le 29 avril lors de Barramania 4, il fait équipe avec Ravie Davie contre Bram et Lestyn Rees. Durant le match Storm se retourna contre Davie, le frappant avec deux bouteilles de bière et un Last Call superkick, effectuant un heel turn.

### National Wrestling Alliance (2019–2020)

#### Débuts et NWA National Heavyweight Champion (2019)
En 2019, Storm débuta à la NWA. Il débuta en défiant le champion du monde de la NWA : Nick Aldis contre qui il perdit lors de NWA New Year Clash.
Le 29 juin 2019 (diffusé le 12 juillet) lors d'un show de la ROH, il bat Colt Cabana et remporte le NWA National Heavyweight Championship. Lors du Power du 5 novembre, il perd le titre contre Colt Cabana.

#### NWA World Tag Team Champion (2020)
Le 24 janvier lors de Hard Times, Storm et Eli Drake battent The Rock 'n' Roll Express (Ricky Morton et Robert Gibson) et The Wild Cards (Royce Isaacs et Thomas Latimer) et remportent les NWA World Tag Team Championships. Le 18 septembre, son contrat expira et il devint un agent libre. Le 10 novembre lors de UWN Primetime, Drake & Strom furent battus par JR Kratos & Aaron Stevens et perdirent leurs titres par équipe.

### Second retour à Impact (2020-...)

#### Retour et Alliance avec Chris Sabin (2020-...)
Il effectue son retour le 24 octobre 2020 lors de Bound for Glory en participant au Call Your Shot Gauntlet, il rentre en 15ème position et se fait éliminer par Sami Callihan.
Lors de Turning Point, il gagne avec Chris Sabin contre XXXL (Acey Romero et Larry D).
Le 19 janvier à Impact, Storm s'allie à Sabin pour un match déterminant les prochains aspirants aux titres par équipe d'Impact, cependant, ils furent battus par Private Party à la suite d'une intervention de Jerry Lynn. Après le match, une bagarre éclate entre Sabin & Storm, Private Party et les champions par équipe d'Impact, The Good Brothers. Le 9 février à Impact, Storm & Sabin battent les Good Brothers par disqualification à la suite d'une intervention de Private Party et ne remportent donc pas les titres par équipe d'Impact. Le 13 février lors de No Surrender (2021), ils perdent lors d'un triple threat match face aux Good Brothers et ne remportent pas les championnats par équipe d'Impact, ce match impliquait aussi Private Party.
En mars, Storm & Sabin entrent en rivalité avec Violent by Design. Le 13 mars lors de Sacrifice, ils perdent contre Violent by Design (Joe Doering & Deaner). Après le match, Rhino rejoint Violent by Design en tabassant Sabin. Le 8 avril à Impact, après une victoire de Sabin sur Deaner, Sabin et Storm sont attaqués par Rhino et Deaner qui les forcent à regarder Eric Young & Joe Doering tabasser leur ami Chris Harris. Le 15 avril à Impact, Storm et Sabin s'allient à Eddie Edwards et Willie Mack pour repousser les assauts de VBD. Le 22 avril à Impact, Young bat Edwards, après le match, une bagarre éclate entre VBD, Storm, Sabin, Edwards et Mack.

## Palmarès

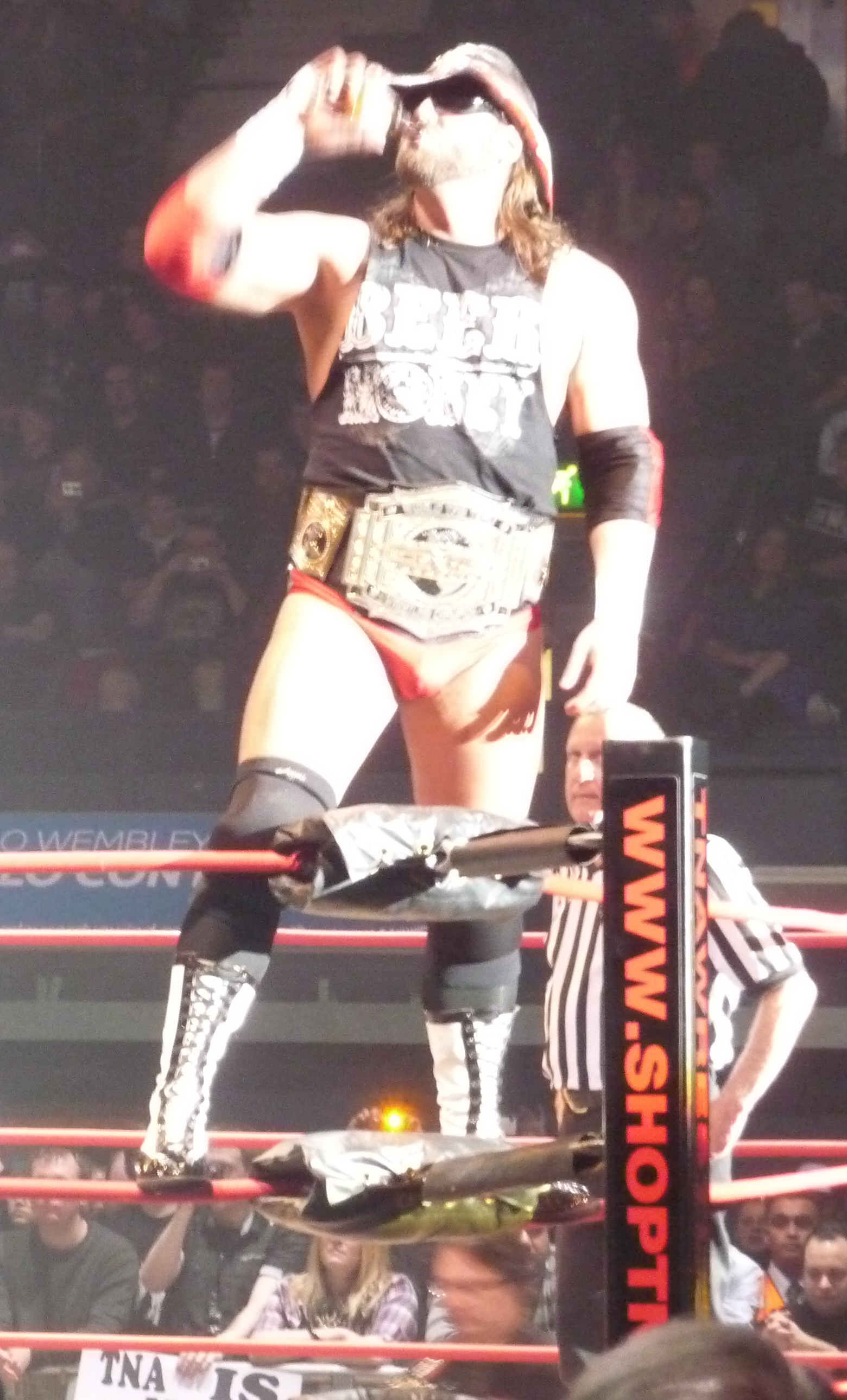

- American States Wrestling Alliance
  - ASWA Tag Team Championship (1 fois) - avec Chris Harris

- Elite Pro Wrestling
  - EPW Heavyweight Championship (1 fois, actuel)

- Masters of Ring Entertainment
  - 1 fois Masters of Ring Championship (actuel)[52],[53]

- National Wrestling Alliance
  - 1 fois NWA National Heavyweight Championship[54]
  - 1 fois NWA World Tag Team Championship avec Eli Drake
  - 1 fois NWA North American Tag Team Championship avec Shane Eden

- NWA Shockwave
  - 1 fois NWA Cyberspace Tag Team Championship[55] avec Chris Harris

- Frontier Elite Wrestling
  - 1 fois FEW Tag Team Champion avec Chris Harris

- Ohio Valley Wrestling
  - 1 fois OVW National Heavyweight Champion (actuel)

- Total Nonstop Action Wrestling
  - 1 fois TNA World Heavyweight Championship
  - 1 fois TNA King Of The Mountain Championship
  - 7 fois NWA World Tag Team Championship[56] avec Chris Harris (6) et Christopher Daniels (1)
  - 7 fois TNA World Tag Team Championship avec Bobby Roode (5) Gunner (1) et Abyss (1)
  - 2 fois World Beer Drinking Champion (titre non-officiel)
  - Asylum Alliance Tag Team Tournament (2003) avec Chris Harris
  - Team 3D Invitational Tag Team Tournament (2009) avec Bobby Roode
  - TNA Tag Team Championship Series (2010) avec Bobby Roode
  - World Cup of Wrestling (2013) - James Storm, Christopher Daniels, Kazarian, Kenny King, & Mickie James (2013 World Cup of Wrestling Team)
  - TNA Joker's Wild (2013)
  - Feast or Fired (2016 - TNA World Tag Team Championship)

- World Wrestling Council
  - 1 fois WWC World Tag Team Championship avec Cassidy Riley

- Wrestling Observer Newsletter awards
  - Tag Team of the Year (2005) avec Chris Harris
  - Worst Worked Match of the Year] (2006) TNA Reverse Battle Royal à TNA Impact![57]
  - Worst Worked Match of the Year (2007) vs. Chris Harris dans un Six Sides of Steel Blindfold match à Lockdown

1Championship not officially recognized by TNA Wrestling

## Vie privée
- Storm a une fille née en 2005. Il a épousé Dani McEntee le 30 mars 2011. Leur premier enfant Mason James, est né le 20 janvier 2012

## Récompenses de magazines
- Pro Wrestling Illustrated
  - PWI Tag Team of the Year (2004) avec Chris Harris
  - PWI Tag Team of the Year (2008) avec Robert Roode

| Année | 2003 | 2004 | 2005 | 2006 | 2007 | 2008 | 2009 | 2010 | 2011 | 2012 | 2013 | 2014 | 2015 | 2016 | 2017 | 2018 | 2019       | 2020 | 2021 |
| ----- | ---- | ---- | ---- | ---- | ---- | ---- | ---- | ---- | ---- | ---- | ---- | ---- | ---- | ---- | ---- | ---- | ---------- | ---- | ---- |
| Rang  | 77   | 64   | 71   | 53   | 82   | 42   | 59   | 43   | 37   | 12   | 19   | 46   | 56   | 79   | 101  | 256  | Non classé | 64   | 329  |